# Тангира
Танги́ра (з удмуртської мови предмет, який видає звуки) — удмуртський народний музичний інструмент, схожий на барабан.
Інструмент складається з трьох тюлек завдовжки 1 метр діаметром 20—30 см, які відповідають різній висоті звучання. Виготовляється так — між двох близько розташованих дерев (ялина, ялиця, сосна) на висоті 2 м закріплювали шест, на якому підвішували тюльки. Грали на інструменті двома руками або сухими гілками, постукуючи по тюльках.
Тангира — один із найстаріших музичних інструментів сигнально-традиційного використання. Використовувалась для передачі інформації від одного поселення іншому, які були розташовані в лісі.